# Tranquility (mô-đun ISS)
Tranquility (có nghĩa là sự yên ổn) hay còn gọi là Node 3 là một module của trạm không gian quốc tế ISS. Đây là module nút thứ ba của trạm sau module Node 1 (Unity) và Node 2 (Harmony). Module này được đặt tên là Tranquility vào ngày 14 tháng 4 năm 2009. Cũng giống như các module nút khác, Tranquility có vai trò là nơi để kết nối với các module khác. Node 1 và Node 2 đã được phóng lên trạm ISS trong các sứ mệnh con thoi trước đây, còn Node 3 (Tranquility) dự kiến sẽ được lắp ráp vào trạm trong sứ mệnh STS-130 hay sứ mệnh xây dựng trạm 20A vào tháng 12 năm 2009 cùng với vòm Cupola.

## Cấu tạo
Tranquility được chế tạo bởi Alenia Aerospazio ở Italia theo một thỏa thuận giữa ESA và NASA như một phần khoản tiền trả cho việc các phần cứng của ESA được phóng lên trên tàu con thoi của NASA. Nó có cấu tạo khá giống Node 2 do cả hai đều được chế tạo bởi ESA. Cả Node 3 và Node 2 đều được thiết kế dựa trên các module hậu cần đa mục đích, một bộ phận khác cũng được chế tạo bởi ESA. Node 1 thì được Boeing chế tạo cho NASA.
Tương tự như các module nút khác, Node 3 có 6 vị trí để ghép nối với các module khác, gọi là CBM, ở xung quanh. Node 3 cũng sẽ được gắn thêm vòm Cupola. Cupola là một cấu trúc dạng vòm có 7 cửa sổ giúp phi hành gia bên trong có cái nhìn toàn cảnh của không gian vũ trụ bên ngoài. Tranquility sẽ chứa các hệ thống hỗ trợ sự sống cho trạm trong 8 giá (rack). Các hệ thống kiểm soát môi trường và hỗ trợ sự sống (Environmental Control and Life Support Systems - ECLSS) hiện đang nằm ở những vị trí khác nhau trên trạm sẽ được chuyển về Node 3. Các hệ thống này bao gồm:
- Hệ thống tạo oxy: Dùng nước để tạo ra oxy cho trạm.
- Hệ thống tái sinh không khí: Điều khiển mực CO2 của trạm và duy trì nhiệt độ và áp suất không khí ở mức thích hợp.
- Hệ thống khôi phục nước và thiết bị xử lý nước tiểu: Lấy nước thải của trạm và tinh chế nó thành nước uống bình thường cho các phi hành gia.
- Gian thải và vệ sinh cá nhân: Là nơi giúp thành viên phi hành đoàn sử dụng phòng tắm theo cách cho phép trạm xử lý phần lớn nước thải ra để có thể sử dụng lại, giảm lượng cần thiết chuyến bay tiếp tế từ Trái Đất.

## Lắp ghép vào trạm
Khi được phóng lên trên tàu con thoi Endeavour, Node 3 sẽ ở trong khoang hàng hóa của tàu với Cupola được ráp vào ở phía trước. Node 3 sẽ được lắp vào phía bên trái của Unity (Node 1), còn Cupola sẽ được ráp vào vị trí chính thức ở phía bên dưới của Node 3 (phía nhìn về Trái Đất).

## Bên lề
NASA đã tổ chức một cuộc thi trên mạng để đặt tên cho Node 3. Người tham dự sẽ lựa chọn một trong bốn cái tên mà NASA đưa ra là Earthrise (Trái Đất mọc), Legacy (Di sản), Serenity (Thanh bình), Venture (Mạo hiểm) hoặc tự đưa ra một cái tên khác cho riêng mình. Thời hạn của cuộc thi đã kết thúc vào ngày 20 tháng 3 năm 2009. Cái tên được lựa chọn đã được NASA công bố vào ngày 14 tháng 4 năm 2009, đó chính là Tranquility. Sự lựa chọn này có ý nghĩa vinh danh sứ mệnh Apollo 11, sứ mệnh đầu tiên đưa người lên Mặt Trăng 40 năm về trước. Apollo 11 đã đáp xuống một địa điểm trên Mặt Trăng có tên là Sea of Tranquility (nghĩa là biển yên bình).
Một điều đáng nói là cái tên được nhiều đề cử nhất lại là Stephen Colbert, tên của một diễn viên kịch. Điều này là do Colbert đã thuyết phục người xem trong một vở hài kịch của mình hãy đề cử tên của ông cho module Node 3. Cuối cùng thì NASA quyết định không chọn tên của ông, tuy nhiên một máy tập chạy bộ (treadmill) cho các phi hành gia sẽ được lắp đặt trong module này đã được đặt một cái tên là Combined Operational Load Bearing External Resistance Treadmill mà viết tắt là COLBERT.